# 10 000 mètres masculin aux championnats du monde d'athlétisme 1983
Navigation
Rome 1987
L'épreuve du 10 000 mètres masculin des championnats du monde d'athlétisme 1983 s'est déroulée les 7 et 9 août 1983 dans le Stade olympique d'Helsinki, en Finlande. Elle est remportée par l'Italien Alberto Cova.

## Résultats

### Finale
| Rang               | Athlète            | Pays                 | Temps          |
| ------------------ | ------------------ | -------------------- | -------------- |
| Médaille d'or      | Alberto Cova       | Italie               | 28 min 01 s 04 |
| Médaille d'argent  | Werner Schildhauer | Allemagne de l'Est   | 28 min 01 s 18 |
| Médaille de bronze | Hansjörg Kunze     | Allemagne de l'Est   | 28 min 01 s 26 |
| 4                  | Martti Vainio      | Finlande             | 28 min 01 s 37 |
| 5                  | Gidamis Shahanga   | Tanzanie             | 28 min 01 s 93 |
| 6                  | Carlos Lopes       | Portugal             | 28 min 06 s 78 |
| 7                  | Nick Rose          | Royaume-Uni          | 28 min 07 s 53 |
| 8                  | Christoph Herle    | Allemagne de l'Ouest | 28 min 09 s 05 |
| 9                  | Mohamed Kedir      | Éthiopie             | 28 min 09 s 92 |
| 10                 | Bekele Debele      | Éthiopie             | 28 min 11 s 13 |
| 11                 | Antonio Prieto     | Espagne              | 28 min 11 s 57 |
| 12                 | Steve Jones        | Royaume-Uni          | 28 min 15 s 03 |
| 13                 | Mark Nenow         | États-Unis           | 28 min 17 s 28 |
| 14                 | Fernando Mamede    | Portugal             | 28 min 18 s 39 |
| 15                 | Bill McChesney     | États-Unis           | 28 min 34 s 46 |
| 16                 | José Gómez         | Mexique              | 28 min 42 s 61 |
| 17                 | Alberto Salazar    | États-Unis           | 28 min 48 s 42 |
| —                  | Henrik Jørgensen   | Danemark             | DNS            |

### Premier tour

#### Série 1
| Rang | Athlète                | Pays               | Temps    | Notes |
| ---- | ---------------------- | ------------------ | -------- | ----- |
| 1    | Fernando Mamede        | Portugal           | 27:45,54 | Q     |
| 2    | Alberto Cova           | Italie             | 27:46,61 | Q     |
| 3    | Gidamis Shahanga       | Tanzanie           | 27:46,93 | Q     |
| 4    | Werner Schildhauer     | Allemagne de l'Est | 27:47,03 | Q     |
| 5    | Antonio Prieto (en)    | Espagne            | 27:47,34 | Q     |
| 6    | Steve Jones (en)       | Royaume-Uni        | 27:47,57 | q     |
| 7    | Bekele Debele          | Éthiopie           | 27:49,30 | q     |
| 8    | Mark Nenow (en)        | États-Unis         | 27:52,41 | q     |
| 9    | Henrik Jørgensen (en)  | Danemark           | 28:06,84 | q     |
| 10   | Rodolfo Gómez          | Mexique            | 25:28,38 |       |
| 11   | John Treacy            | Irlande            | 28:35,58 |       |
| 12   | Roy Andersen (en)      | Norvège            | 29:03,45 |       |
| 13   | Boualem Rahoui (en)    | Algérie            | 29:10,95 |       |
| 14   | Domingo Tibaduiza      | Colombie           | 29:23,86 |       |
| 15   | Antoine Nivyobizi (en) | Burundi            | 30:45,10 |       |
| 16   | Ramón López (en)       | Paraguay           | 31:27,01 |       |
| –    | Markus Ryffel          | Suisse             | DNF      |       |
| –    | Mehmet Yurdadön (en)   | Turquie            | DNS      |       |

#### Série 2
| Rang | Athlète               | Pays                 | Temps    | Notes |
| ---- | --------------------- | -------------------- | -------- | ----- |
| 1    | Hansjörg Kunze        | Allemagne de l'Est   | 28:04,69 | Q     |
| 2    | Carlos Lopes          | Portugal             | 28:05,62 | Q     |
| 3    | Nick Rose (en)        | Royaume-Uni          | 28:06,05 | Q     |
| 4    | Christoph Herle (en)  | Allemagne de l'Ouest | 28:06,71 | Q     |
| 5    | Mohamed Kedir         | Éthiopie             | 28:07,15 | Q     |
| 6    | Martti Vainio         | Finlande             | 28:07,47 | q     |
| 7    | José Gómez (en)       | Mexique              | 28:07,57 | q     |
| 8    | Bill McChesney (en)   | États-Unis           | 28:08,13 | q     |
| 9    | Alberto Salazar       | États-Unis           | 28:10,10 | q     |
| 10   | Steve Binns (en)      | Royaume-Uni          | 28:12,79 |       |
| 11   | Peter Butler          | Canada               | 28:13,16 |       |
| 12   | Zakariah Barie (en)   | Tanzanie             | 28:22,06 |       |
| 13   | Ahmed Musa Jouda (en) | Soudan               | 28:38,03 |       |
| 14   | Kunimitsu Itō         | Japon                | 29:49,04 |       |
| 15   | Ronald Lanzoni (en)   | Costa Rica           | 30:18,60 |       |
| 16   | Said Toumane (en)     | Comores              | 34:24,62 |       |
| –    | Stanislav Rozman (en) | Yougoslavie          | DNF      |       |
| –    | Girma Berhanu (en)    | Éthiopie             | DNS      |       |
| –    | Dietmar Millonig      | Autriche             | DNS      |       |

## Légende
Records et Performances
- AR : Record continental (area record)
- CR : Record des championnats (championship record)
- MR : Record du meeting (meet record)
- NR : Record national (national record)
- OR : Record olympique (olympic record)
- PR : Record paralympique (paralympic record)
- PB : Record personnel (personal best)
- SB : Meilleure performance personnelle de la saison (season's best)
- WL : Meilleure performance mondiale de l'année (world leader)
- WJR : Record du monde junior (world junior record)
- WR : Record du monde (world record)

Circonstances et Conditions
- DNF : N'a pas terminé (did not finish)
- DNS : N'a pas pris le départ (did not start)
- DQ : Disqualification (disqualification)
- NM : Aucun essai valable enregistré (No Mark)
- Q : Qualifié « directement » au prochain tour (ou à la prochaine compétition), lors d'une compétition majeure, grâce au classement ou à la réalisation des minima (automatic qualifier)
- q : Qualifié au prochain tour (ou à la prochaine compétition), lors d'une compétition majeure, grâce au repêchage ou à la réalisation de l'une des meilleures performances parmi celles des « non qualifiés directement » (grâce au meilleur temps ou à la meilleure distance par exemple) (secondary qualifier)